# Irving Jaffee
Irving Warren Jaffee (New York, 15 settembre 1906 – San Diego, 20 marzo 1981) è stato un pattinatore di velocità su ghiaccio statunitense.
Ha partecipato a due edizioni dei giochi olimpici invernali (1928 e 1932) conquistando due medaglie, entrambe a Lake Placid nell'edizione del 1932.

## Palmarès
Olimpiadi
- 2 medaglie:

2 ori (5000 m a Lake Placid 1932, 10000 m a Lake Placid 1932).